# Clary (Nord)
Clary település Franciaországban, Nord megyében. Lakosainak száma 1087 fő (2022. január 1.). Clary Ligny-en-Cambrésis, Walincourt-Selvigny, Bertry, Caullery, Élincourt, Maretz és Montigny-en-Cambrésis községekkel határos.

## Népesség
A település népességének változása:
| Lakosok száma | 1130 | 1117 | 1121 | 1092 | 1088 | 1088 | 1086 | 1086 | 1087 |
|               | 2013 | 2015 | 2016 | 2017 | 2018 | 2019 | 2020 | 2021 | 2022 |